# Afonso de Vasconcelos e Sousa Cunha Câmara Faro e Veiga

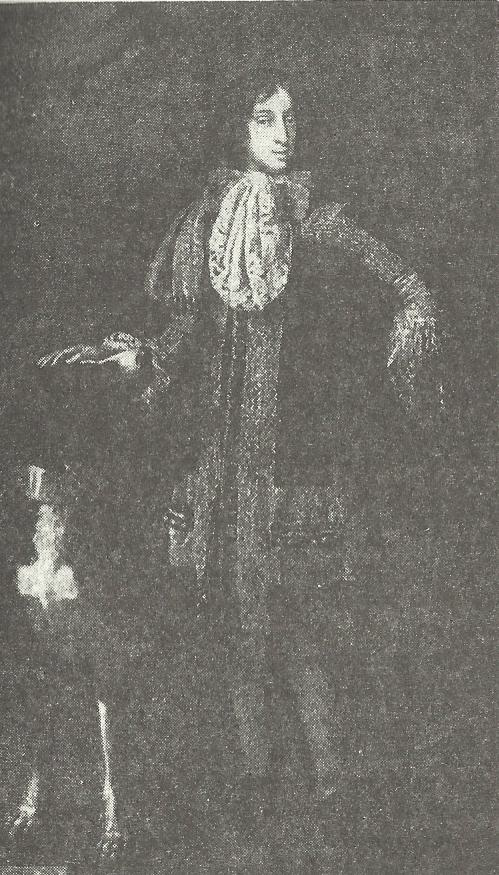
D. Afonso, Conde da Calheta

Afonso de Vasconcelos e Sousa Cunha Câmara Faro e Veiga (17 de Janeiro de 1664 – Lisboa, São José, 2 de Fevereiro de 1734) foi o 5.º conde da Calheta.

## Biografia
Exerceu o cargo de 13.º capitão donatário da Ilha de Santa Maria, nos Açores, de 1720 a 1734. Nele foi precedido por Luís de Vasconcelos e Sousa, 3.º conde de Castelo Melhor e foi seguido por José de Vasconcelos e Sousa Caminha da Câmara Faro e Veiga, 1.º marquês de Castelo Melhor.
Exerceu também os cargos de reposteiro-mor da Casa Real, senhor das ilhas do Fogo, Santo Antão e Santa Maria e comendador de Santa Maria de Cacela na Ordem de Cristo, alcaide-mor do castelo de Pombal e comendador de Pombal, Redinha, Facha e Salvaterra do Extremo na Ordem de Cristo.
Foi também capitão donatário da Capitania do Funchal na Ilha da Madeira e Senhor da Ponta do Sol, de Câmara de Lobos e Calheta. Foi igualmente senhor das vilas de Almendra, Castelo Melhor, Valhelhas, Gonçalo e Famalicão e alcaide-mor do castelo de Penamacor. Foi igualmente detentor dos Morgados de Mouta Santa e Roufe e senhor donatário das Saboarias de Coimbra, Lamego, Viseu, Guarda, Pinhel e das Conquistas do Ultramar.

## Relações familiares
Foi filho de Luís de Vasconcelos e Sousa, 3º conde de Castelo Melhor (1636 - 1720) e de Guiomar de Tavora Sousa Faro e Veiga (1640 -?). Casou por duas vezes, a primeira em 1690 com D. Mariana Francisca Xavier de Noronha (1665 -?), de quem não teve filhos e a segunda em 1695 com Emilie Sophronie Pelagie de Rohan (1678 -?) de quem, teve:
1. Ana de Vasconcelos e Sousa (26 de  Abril de 1696 -?) casou com D. Rodrigo de Lancastre Simão de Vasconcelos e Sousa.
2. Guiomar Francisca de Vasconcelos e Sousa (6 de Março de 1700 -?) casou com D. Francisco José de Almada, senhor de Carvalhais.
3. Leonor Josefa de Vasconcelos e Sousa (30 de Março de 1701 -?) foi freira no Mosteiro da Esperança de Lisboa.
4. Luís António João de Vasconcelos e Sousa (14 de Maio de 1703).
5. Filipe de Vasconcelos e Sousa (1 de Maio de 1705 -?).
6. José de Vasconcelos e Sousa Caminha da Câmara Faro e Veiga (10 de Agosto de 1706 - 1769) foi o 1º marquês de Castelo Melhor, Casou com D. Maria Rosa Quitéria de Noronha.
7. Francisco Maurício de Vasconcelos de Rohan (26 de Junho de 1710 -?) foi prelado da Santa Igreja Patriarcal.
8. Maria Margarida de Vasconcelos e Sousa (20 de Julho de 1714 -?) foi freira no Convento da Esperança em Lisboa.
9. Margarida de Vasconcelos e Sousa (31 de Agosto de 1715 -?) foi freira no Convento da Esperança de Lisboa.
10. Luís Sebastião Armando Belchior Francisco Bernardo Dionísio de Vasconcelos e Sousa (20 de Janeiro de 1717 -?).
11. Agostinho Armando de Vasconcelos e Sousa (31 de Outubro de 1718 -?) foi prelado da Santa Igreja Patriarcal.